# Амфіпора
Амфіпора (Amphiporus) — рід немертинових, що належать до родини Amphiporidae.
Рід має космополітичне поширення.

## Види
Види:
- Amphiporus adriaticus (Ehrenberg, 1828)
- Amphiporus albicans Ehrenberg, 1831
- Amphiporus lactifloreus (Johnston, 1828)